# Присельская
Присельская — населённый пункт (тип: станция) в Кардымовском районе Смоленской области России. Входит в состав Шокинского сельского поселения. Население — 101 житель (2007 год).

## География
Расположена в центральной части области в 11 км к северо-востоку от Кардымова, в 6 км южнее автодороги М1 «Беларусь». 

## История
В годы Великой Отечественной войны станция была оккупирована гитлеровскими войсками в конце июля 1941 года.
На станции было оставлено большое количество составов с боеприпасами, вооружением, топливом, продовольствием, амуницией и пр.имуществом. Всего 367 вагонов. Кроме того 19 локомотивов, 13 цистерн, 77 грузовых и 127 пассажирских вагонов.. Освобождена в сентябре 1943 года.

## Население
| 2007 |
| ---- |
| 101  |

## Транспорт
В населённом пункте расположена одноимённая железнодорожная станция на линии Вязьма — Духовская, открытая в 1874 году.